# Diplostomida
Diplostomata
Ordre
Sous-ordre
Les Diplostomida sont un ordre de trématodes de la sous-classe des Digenea dont l'unique sous-ordre est celui des Diplostomata.

## Liste des super-familles, familles et sous-ordres
Selon BioLib (4 août 2019) :
- sous-ordre Diplostomata Olson, Cribb, Tkach, Bray & Littlewood, 2003
  - super-famille Brachylaimoidea Joyeux & Foley, 1930
    - famille Brachylaimidae Joyeux & Foley, 1930
    - famille Hasstilesiidae Hall, 1916
    - famille Leucochloridiidae Poche, 1907
    - famille Leucochloridiomorphidae Yamaguti, 1958
    - famille Moreauiidae Johnstone, 1915
    - famille Ovariopteridae Leonov, Spasski & Kulikov, 1963
    - famille Panopistidae Yamaguti, 1958
    - famille Thapariellidae Srivastava, 1953

  - super-famille Diplostomoidea Poirier, 1886
    - famille Brauninidae Wolf, 1903
    - famille Cyathocotylidae Mühling, 1898
    - famille Diplostomatidae Poirier, 1886
    - famille Strigeidae Railliet, 1919

  - super-famille Schistosomatoidea Stiles & Hassall, 1898
    - famille Aporocotylidae Odhner, 1912
    - famille Clinostomidae Lühe, 1901
    - famille Schistosomatidae Stiles & Hassall, 1898
    - famille Spirorchiidae Stunkard, 1921

### Publication originale
- (en) P.D. Olson, T.H. Cribb, V.V. Tkach, R.A. Bray et D.T.J. Littlewood, « Phylogeny and classification of the Digenea (Platyhelminthes: Trematoda). », International Journal for Parasitology, Elsevier, vol. 33, no 7,‎ 1er juillet 2003, p. 733-755 (ISSN 0020-7519 et 1879-0135, OCLC 01771044, PMID 12814653, DOI 10.1016/S0020-7519(03)00049-3, lire en ligne).